# Henry Chichele
Henry Chichele (ou Checheley), né en 1363 ou 1364 à Higham Ferrers, dans le Northamptonshire et mort le 12 avril 1443, Archevêque de Canterbury, est le fondateur de All Souls College (Oxford).

## Étudiant à Oxford
Chichele est le fils benjamin de Thomas Chicheley, maire de Higham Ferrers, cité comme greffier dans les rôles urbains à l'année 1368, puis en 1381–1382, et enfin en 1384–1385 : douze années durant, il assura la fonction de maire en alternance avec le maître d'école Henry Barton, et un certain Richard Brabazon.
Le métier de Chichele n'est pas connu, mais son fils aîné William figure sur le premier rôle (1383) de la Guilde des Épiciers de Londres. Le 9 juin 1405 Chichele obtint par succession de son père, la jouissance d'une censive à Higham Ferrers. De sa mère, Agnes Pincheon, il est dit qu'elle était de naissance noble.
Chichele est mentionné pour la première fois dans les plus anciens registres de l'université (qui recensent les étudiants admis à dîner en salle) en juillet 1387 en tant qu'étudiant en licence de New College (Oxford), portant le n°8. Le rang de Chichele dans cette liste, qui comporte onze professeurs titulaires (fellows) et huit scholars (c'est-à-dire aspirant-fellows) après son nom, montre clairement qu'à cette date il n'est pas un nouveau venu de ce collège, qui existait depuis 1375 au moins, et fut intégré officiellement à l'université en 1379. Il devait venir de Winchester College, et de l'une des toutes premières promotions de professeurs de ce collège, en tant qu’unique pensionnaire de New College.
Chichele est mentionné dans les registres de New College dès 1392-93 en tant que licencié ès arts, et il est indiqué qu'il s'est absenté pendant dix semaines, entre le 6 décembre et le 6 mars, vraisemblablement pour être ordonné sous-diacre par l'évêque de Derry, suffragant de l’évêque de Londres. Il était déjà titulaire de bénéfices, comme la cure de Llanvarchell, dans le diocèse de Saint-Asaph, à lui accordée par privilège royal le 20 mars 1391-92 (Cat. Pat. Rolls). Dans les registres de New College, à l'année 1393-94 (qui est sans doute 1394/95 par suite des changements de calendrier), le Chicheley disparaît. Il avait donc déjà quitté Oxford pour Londres, où l'on sait qu'il exerça d'abord comme avocat dans le premier tribunal ecclésiastique, la Cour des Arches. Son ascension au sein du clergé d'Angleterre est rapide : dès le 8 février 1395-96, il est, aux côtés de plusieurs chevaliers et prélats, membre de la commission d'appel dans l'affaire écuyer John Molton contre le bourgeois John Shawe de Londres, jugée par Sir John Cheyne, siégeant au nom du Lord Grand Connétable à la Haute Cour.
Comme d'autres juges ecclésiastiques et officiers de la Couronne, Chichele était rémunéré par des prébendes. Le 13 avril 1396, il obtint  ratification de la paroisse de Saint-Étienne de Walbrook, sans doute par son frère Robert, qui avait fait réparer l'église et accru ses droits, et qui fut accordée le 30 mars par l’abbé de Colchester. En 1397 il était nommé archidiacre de Dorset par l’évêque de Salisbury Richard Mitford (en), mais le procès auprès du Saint-Siège était alors toujours en cours lorsque le 27 juin 1399, le pape mit un terme aux poursuites, frappant d'interdit le Lord du Sceau Privé Nicholas Bubwith, son adversaire. La première année du règne de Henri IV, Chicheley devint curé de Sherston, dans le Wiltshire, et prébendier de Nantgwyly, paroisse du  collège d’Abergwilly, au Pays de Galles ; le 23 février 1401-02, désormais docteur en droit canon, il obtient rémission pour avoir produit une fausse bulle lui accordant la chancellerie de la Cathédrale de Salisbury, et le titre de chanoine des moniales de Shaftesbury et Wilton dans ce même diocèse; et le 9 janvier 1402-03 il est effectivement nommé archidiacre de Salisbury.

## Au service du roi
Cette même année, son frère, Robert Chichele, est nommé premier shérif de Londres. Le 7 mai 1404, le pape Boniface IX accorde à Henry une prébende de Lincoln, sans dommage de celles qu'il détient déjà à Salisbury, Lichfield, St Martins-le-Grand et Abergwyly, et la résidence de Brington. Le 9 janvier 1405, il intervient au tribunal de Higham Ferrers et obtient une nouvelle censive dans cette ville. En juillet de la même année, il est chargé d'une ambassade auprès du nouveau pape romain Innocent VII, désireux d'éteindre le schisme dans la chrétienté en offrant sa démission, à condition que son rival d’Avignon fasse de mee. Le 5 octobre 1406, le roi l'envoie avec Sir John Cheyne en ambassade à Paris pour qu'il arrête les conditions d'une pais durable entre la cour de Charles VI de France et celle d'Angleterre, et pour négocier le mariage du prince Henri avec la princesse Marie de Valois (1393-1438) (mais cette dernière décida de devenir moniale à Poissy l'année suivante).
Dans une nouvelle tentative d'interrompre le schisme, Chichele fut envoyé derechef en ambassade auprès du nouveau souverain pontife, Grégoire XII. Il en profita pour pousser ses intérêts : le 31 août 1407, l’évêque de St David Guy Mone, trépassait et le 12 octobre 1407 Chichele se vit accorder sa succession à l’évêché. Une autre bulle, dressée ce même jour, lui accordait le droit de cumul de tous ses bénéfices antérieurs avec ceux de l'évêché. Il fut consacré le 17 juin 1408.
Il est reçu à nouveau avec Sir John Cheyne en grand honneur par le pape Grégoire XII à Sienne en juillet 1408 ; à cette occasion, les deux émissaires anglais obtiennent qu'un ex-partisan de John Wyclif, l’évêque de Lincoln Philip Repyngdon, figure au nombre des nouveaux cardinaux créés le 18 septembre 1408 (le collège des cardinaux ayant été déserté, il fallait le reformer). Les ex-cardinaux, se joignant aux cardinaux de l’antipape Benoît XIII, décidèrent de convoquer un concile général à Pise. En novembre 1408 Chichele était de retour à Westminster lorsqu'Henri IV reçut le cardinal-archevêque de Bordeaux Francesco Uguccione et décida de prendre fait et cause pour les cardinaux de contre les deux papes. En janvier 1409 Chichele fut choisi avec l’évêque Hallam de Salisbury et le prieur de Cantorbéry pour représenter les délégués du sud au concile, qui s'ouvrit le 25 mars 1409. Ils arrivèrent à Pise le 24 avril. L'assemblée vota la déposition des deux papes, et le 26 juin un nouveau pape était élu.
À leur retour en Angleterre, Chichele et se collègues furent célébrés comme les sauveurs de la Chrétienté, bien qu'un contemporain qualifie l'issue de ce concile de « triple-schisme », l'Église ayant désormais « trois maris au lieu de deux ». Mais dans le même temps, Chichele se trouvait au centre d'un procès retentissant, le ban royal ayant estimé, après trois lectures des plaignants et de la défense, que l'évêque n'avait décidément pas le droit de cumuler ses anciennes prébendes avec les revenus du diocèse, et qu'en contravention de la maxime Papa potest omnia, une bulle papale ne pouvait prévaloir sur les lois et coutumes du pays . En conséquence, Chichele devait renoncer à ses droits et bénéfices de chanoine (28 avril 1410). Toutefois, ayant obtenu dans l'intervalle une bulle (20 août 1409) l'autorisant à nommer ses successeurs à ces différents bénéfices, il fut loin de tout perdre : ainsi son neveu William, quoiqu'encore laïc et non diplômé, obtint la chancellerie du chapitre de Salisbury et une prébende à Lichfield. Au mois de mai 1410, Chichele fut à nouveau envoyé en ambassade en France; le 11 septembre 1411 il prenait la tête des négociations pour le mariage d’Henri V avec une fille du duc de Bourgogne et était de retour en Angleterre en novembre.
Dans l'intervalle, il était parvenu à se rendre (et c'était la première fois) dans son diocèse, pour être intronisé à Saint Davids le 11 mai 1411. Il se trouva aux côtés de l'armée anglaise commandée par le comte d'Arundel chargée d'accompagner le duc de Bourgogne à Paris en octobre 1411. Les Anglais, qui à cette occasion défirent les Armagnacs, réalisèrent par là la faiblesse des partisans du duc d'Orléans. Le 30 novembre 1411, Chichele, avec deux autres évêques et d'autres grands du royaume dont le prince de Galles, reçut l'hommage du roi en public pour la qualité de ses services. Sa faveur auprès d'Henri V est manifeste lorsqu'avec le comte de Warwick il est dépêché en France en juillet 1413 pour conclure la paix. À la mort de l’archevêque Arundel, le roi l'élève immédiatement au poste d'archevêque de Canterbury, elu le 4 mars, confirmé par bulle papale le 28 avril. Il recevra le pallium le 24 juillet sans même devoir se rendre à Rome.
Ces dates sont importantes, car elles disculpent Chichele de l'accusation portée par le chroniqueur Édouard Hall (et complaisamment reprise par Shakespeare dans Henry V, acte 1. sc. 2) d'avoir poussé Henri V à faire campagne en France afin de détourner le parlement des affaires de l'Église. Aucun témoignage contemporain ne justifie cette opinion, qui n'apparaît, semble-t-il, qu'avec la biographie rhétorique d’Henri V par Redman, composée en 1540. Il est bien vrai que le parlement s'est réuni à Leicester à partir du 30 avril 1414 avant que Chichele devienne archevêque. Les actes du Parlement montrent que lui-même n'y siégeait pas. En outre, le Parlement était si loin d'envisager la réquisition des biens de l'Église que la Chambre des communes vota une pétition dénonçant « l'hérésie communément appelée Lollardry » (qui appelait à la destitution du roi et de toutes les puissances temporelles) comme un « comportement sauvage », proclamant les Lollards « félons » et faisant « devoir aux juges de paix de détruire leurs écoles, conventicules, congrégations et assemblées. »

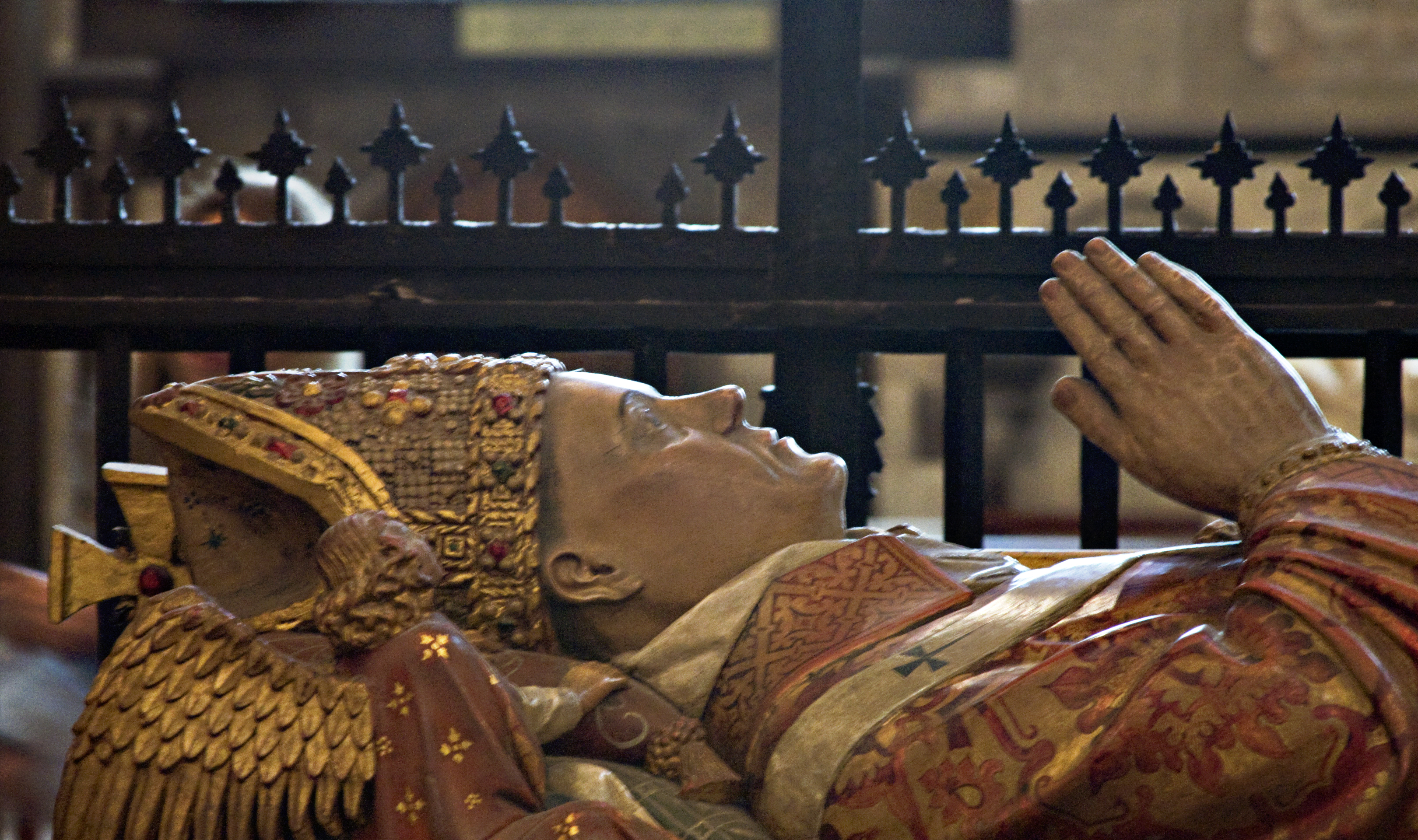
Épitaphe d'Henry.

## La persécution des hérétiques
Devenu archevêque, Chichele n'en poursuivit pas moins ses anciennes activités de juriste et de diplomate. Il assista au Siège de Rouen (1418), et le roi lui confia personnellement les négociations pour la reddition de la place en janvier 1419, puis pour celles de son mariage avec Catherine. Il couronna Catherine de Valois à Westminster (20 février 1421), et le 6 décembre baptisa son fils Henri VI. Il persécutait les hérétiques du royaume, et c'est ainsi qu'il présida le procès de John Claydon, maître-tanneur et bourgeois de Londres, lequel avait, au bout de cinq années de détention, abjuré devant l'archevêque Arundel, mais chez qui on avait saisi un livre en anglais intitulé The Lanterne of Light, proclamant l'hérésie selon laquelle la principale cause de la persécution des Chrétiens était la thésaurisation illégitime des biens de ce monde par les prêtres, tandis que les archevêques et évêques étaient désignés comme les créatures de l’Antéchrist.
En tant que relapse, Chichele l'abandonna au bras séculier. Le 1er juillet 1416 Chichele dirigea six mois durant un tribunal d'inquisition composé d'archidiacres. Le 12 février 1420, il fit comparaître un prêtre, William Taylor, qui avait été excommunié pendant 14 ans pour hérésie, qu'on condamna au bûcher pour avoir proclamé qu'il ne fallait pas prier les saints, mais Dieu seul. Cette sévérité contraste singulièrement avec la clémence qu'il montra en octobre 1424 pour un moine de Stamford, John Russell. Ce dernier, qui avait prêché qu'on peut concumbere cum muliere pieusement et sans pécher, fut juste invité à se rétracter.
Il reprit ses persécutions contre les Lollards en 1428. Les registres de comparution sous l'apostolat de Chichele sont un curieux mélange de persécutions pour « hérésie » (c'est-à-dire la mise en cause des biens de l’Église), et de marchandages avec les ministres de la Couronne pour réduire au maximum la contribution des évêques au Trésor, par égard pour leur privilèges.

## Relations avec le Saint-Siège
Chichele était jaloux des privilèges de son diocèse, ce qui l'entraîna dans une confrontation durable avec l’évêque de Winchester Henri Beaufort. En 1418, dans les dernières années du règne d'Henri V, il obtint le rejet de la nomination de son rival comme cardinal légat, qui aurait donné la primauté à ce dernier sur la juridiction de Canterbury ; toutefois, la régence puis Henri VI donnèrent raison à Beaufort, qui en 1426 devint cardinal et légat a latere.
De ce moment, Chichele fut en conflit ouvert avec le pape Martin V. Par la suite, cette confrontation a été présentée comme un combat patriotique de l'archevêque en butte aux atteintes de la papauté contre l'Église d'Angleterre ; or ce fut une querelle strictement personnelle, dont l'origine est d'ailleurs une rivalité entre le duc de Gloucester et son demi-frère, le cardinal Beaufort. Chichele, en organisant un jubilé à Canterbury en 1420 à la manière des papes, menaçait de capter les offrandes des pèlerins de Rome à Canterbury. Une féroce missive du pape adressée le 19 mars 1423 à ses nonces, décrit cela comme « un procédé calculé pour tromper les âmes simples et leur extorquer des récompenses profanes, en les faisant ennemis du Saint Siège et du pontife romain, le seul à qui Dieu a confié pareil pouvoir. » Chichele déchaîna encore un peu plus la colère du pape en s'opposant aux provisions papales, qui permettaient au souverain pontife d'attribuer des prébendes d'Angleterre à des prélats italiens ; toutefois il ne faisait cela qu'en représailles à la nomination de Beaufort au collège des cardinaux, car Chichele jouissait lui-même de provisions papales : le cumul de ses bénéfices, son évêché puis spn archevêché.

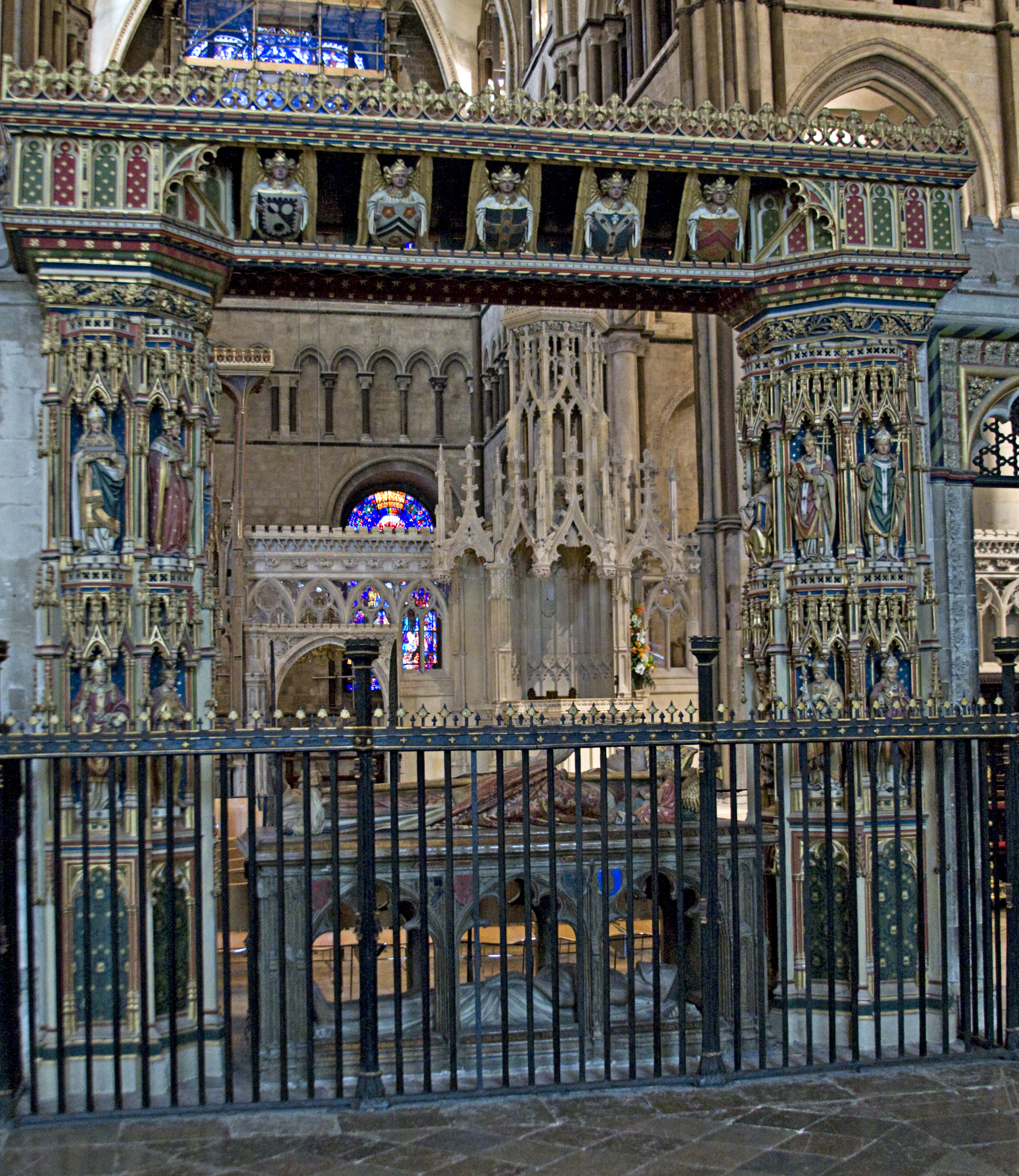
Le jubé ("Chichele gate") et le transi dans la Cathédrale de Canterbury.

Chichele mourut le 12 avril 1443. On l'inhuma dans la Cathédrale de Canterbury. Son transi se dresse entre le chœur et le déambulatoire adjacent au transept nord-est. Le portail du chœur voisin du transept est appelé « porte Chichele ». Son tombeau, finement ciselé et coloré, avait été réalisé plusieurs années avant sa mort. Il représente le cadavre nu du prélat dans un coffre, et sur le coffre Chichele est représenté vêtu de ses magnifiques habits d'archevêque, les mains jointes en prière. L'épitaphe est : « Né pauvre, j'ai été fait primat. À présent me voilà coupé en morceaux et livré aux vers. Ceci est mon tombeau. »

## Sources
- (en) « Henry Chichele », dans Encyclopædia Britannica [détail de l’édition], 1911 (lire sur Wikisource).
- E. B. Fryde, D. E. Greenway, S. Porter et I. Roy, Handbook of British Chronology, Cambridge, Cambridge University Press, 1996 (réimpr. Third revised) (ISBN 0-521-56350-X)
- Notices d'autorité :   - VIAF
  - ISNI
  - IdRef
  - LCCN
  - GND
  - Pays-Bas
  - Israël
  - Vatican
  - Australie
  - Tchéquie
  - WorldCat